# Buraca (Amadora)
Buraca is een freguesia in de Portugese gemeente Amadora en telt 16 061 inwoners (2001).